# Biserica de lemn din Bărbălani

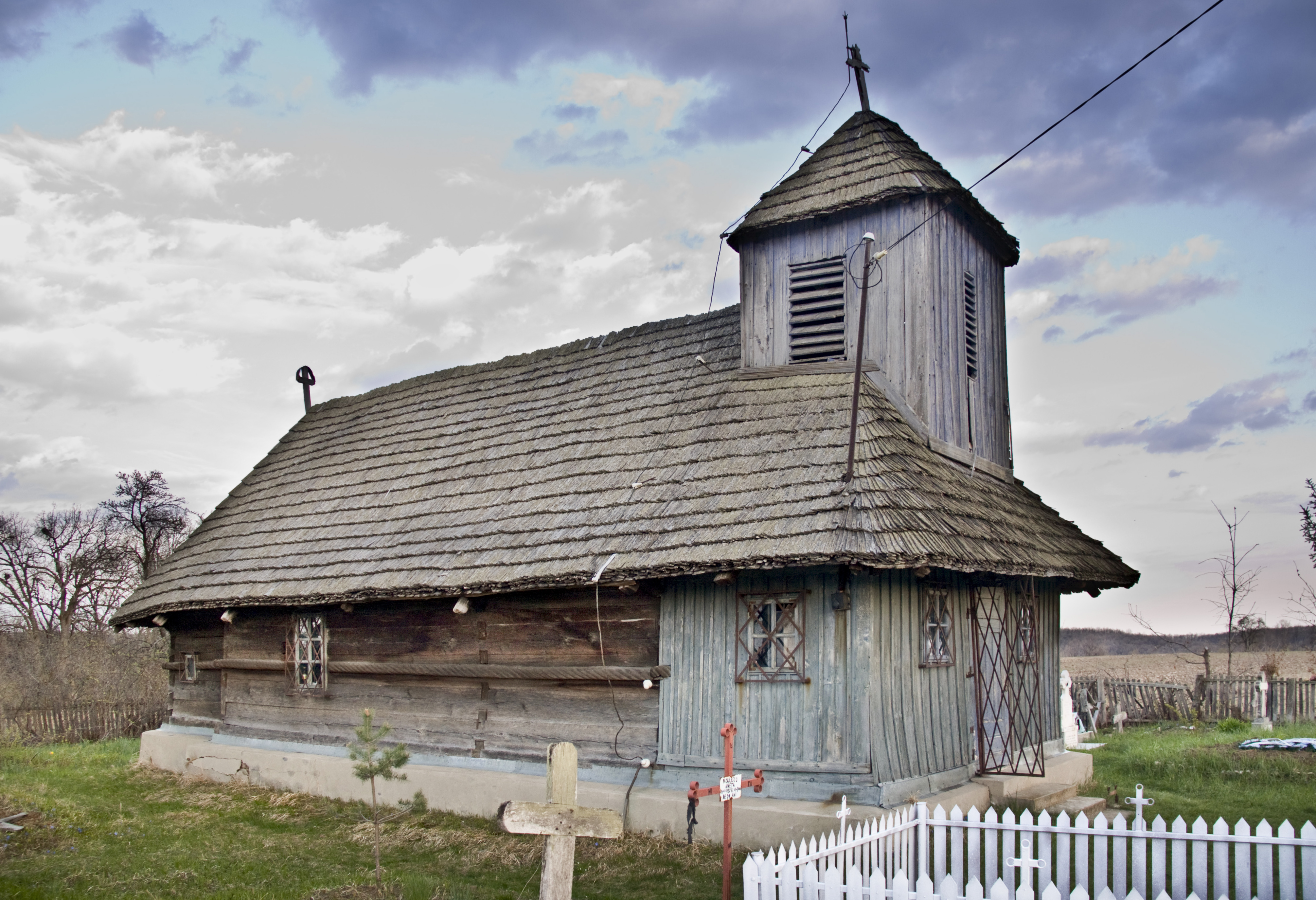
Biserica de lemn din Bărbălani, județul Argeș. Foto: aprilie 2011

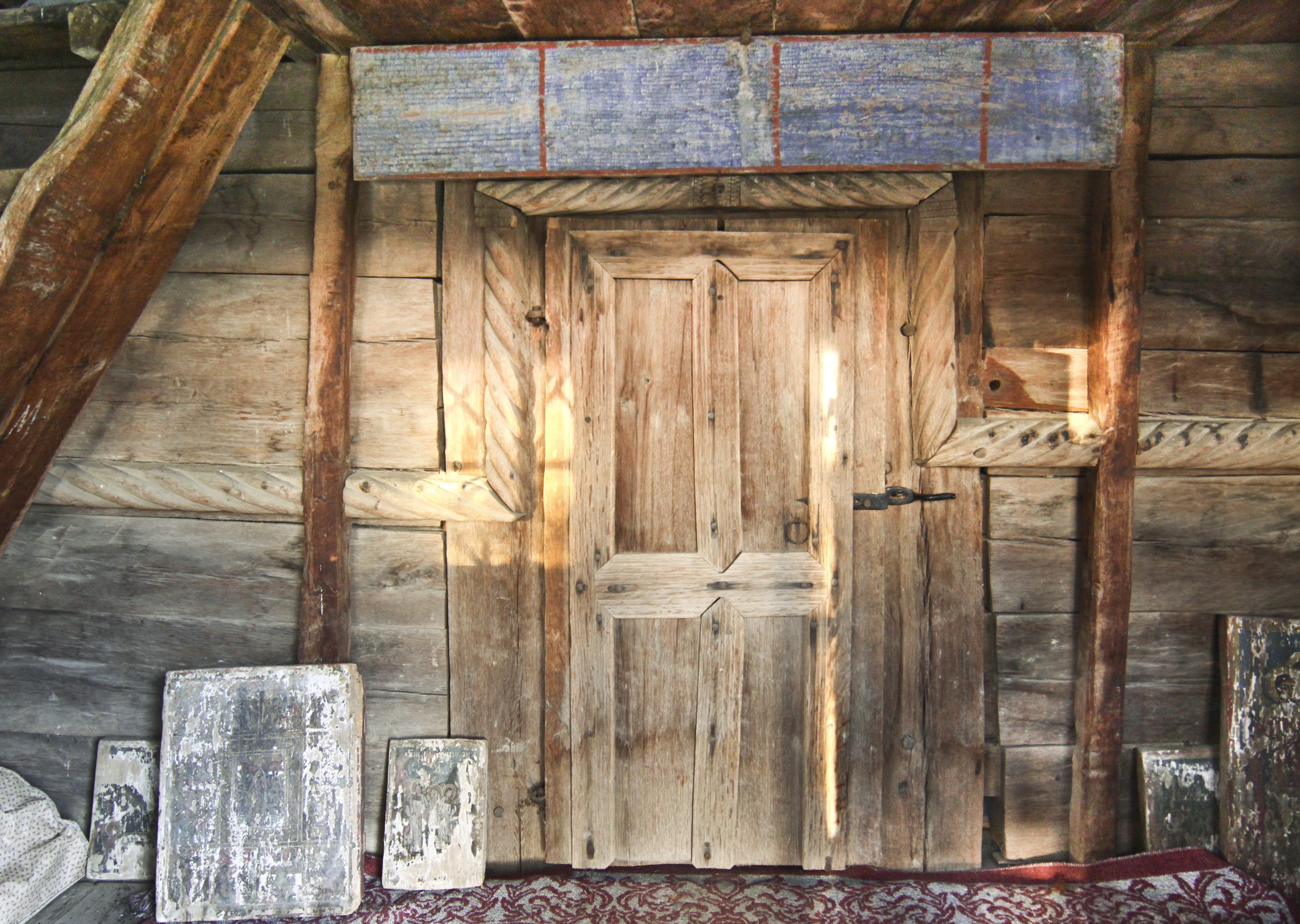
Intrarea. Foto: aprilie 2011

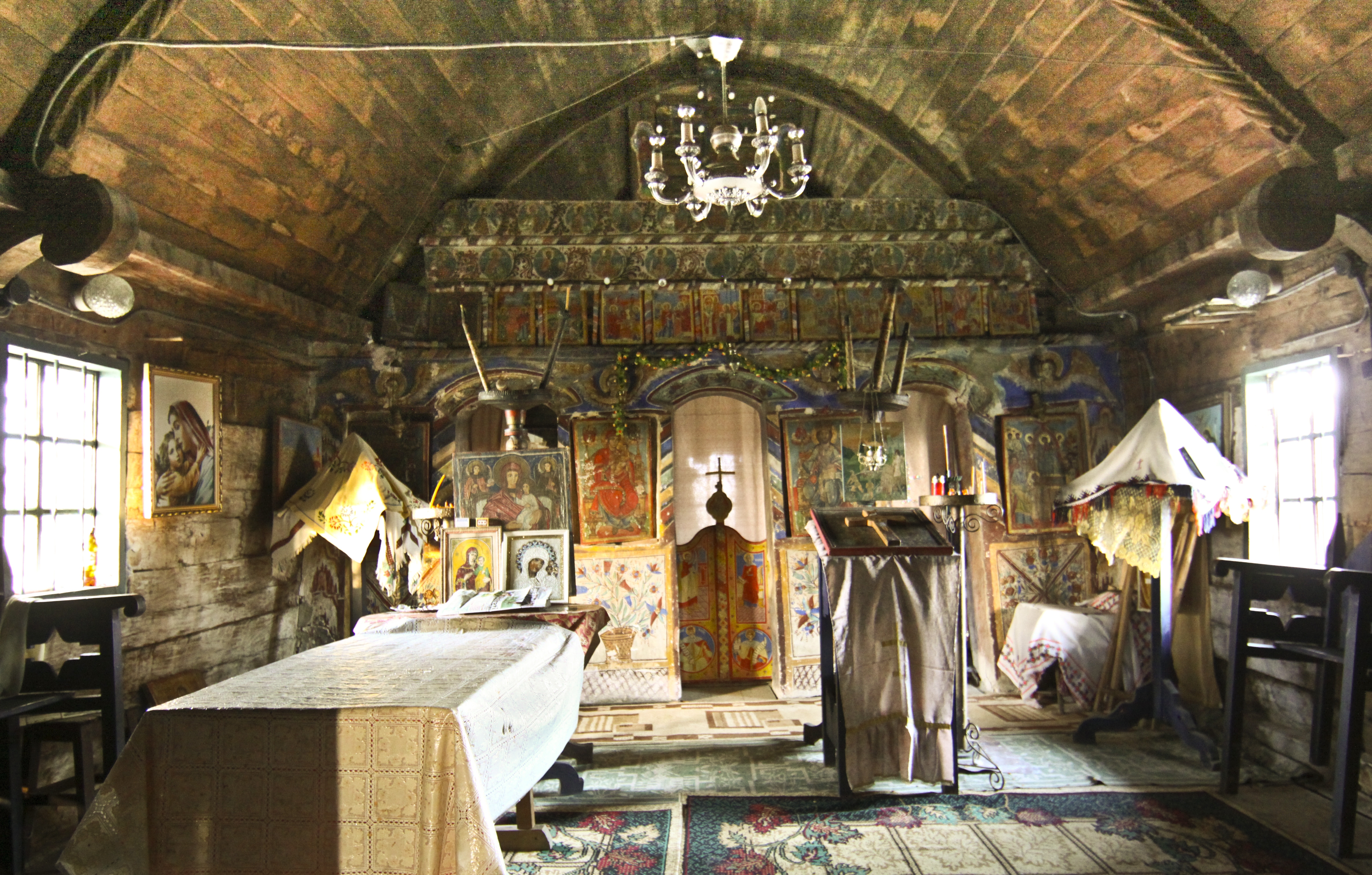
Interiorul navei spre iconostas. Foto: aprilie 2011

Biserica de lemn din Bărbălani, comuna Cuca, județul Argeș, poartă hramul „Adormirea Maicii Domnului”. Prin trăsăturile ei caracteristice se înscrie în seria de biserici de lemn ctitorite pe domeniul Mănăstirii Cotmenei, la începutul secolului 19, precum bisericile de lemn din Valea Cucii, Cârcești, Drăguțești și Morărești-Piscu Calului. Se distinge prin structura de bună calitate, bine păstrată, portal, funie mediană și elemente decorative de interes la pridvor, perete în tindă și iconostas pictat. Împreună cu cimitirul din jur, biserica se încadrează într-un ansamblu valoros, așezată într-un peisaj pitoresc. Biserica este înscrisă pe noua listă a monumentelor istorice, LMI 2004:  AG-II-m-A-13479.

## Istoric
Momentul ridicării bisericii de lemn din Bărbălani se poate aproxima în al doilea deceniu al secolului 19. În catagrafia Argeșului de la 1824, în Bărbălani este menționată o biserică de lemn cu hramul „Cuvioasa Paraschiva”, „pe moșiea Cotmenii, făcută de diaconul Ioan [Schițean] i Drăghici ..., epistații moșiei”, alternativ „Drăguț ot Cotmeana”. Într-un anuar al Mitropoliei din 1909 este notată o renovare la anul 1859. În Anuarul Eparhiei Argeșului de la anul 1934 biserica era în stare de ruină. În lipsa unor inscripții certe, istoricii au datat biserica nuanțat. Radu Crețeanu o datează de pe la anul 1790, interpretând probabil datele catagrafiei de la 1824. Nicolae Stoicescu ia în considerare schimbarea de hram când propune o reparație radicală la 1859. Ioana Cristache-Panait propune o datare asemănătoare celei a lui Radu Crețeanu, dar nu-și poate clarifica exact schimbarea de hram.
Deoarece în Bărbălani nu a fost atestată vre-o biserică nici în anul 1774 nici în catagrafia de la 1808, lăcașul de lemn actual poate fi datat numai între anii 1808-1824. O oarecare restrângere a perioadei în care putea fi ridicată este dată de icoanele vechi păstrate. Două din vechile icoane împărătești se aseamănă picturii de pe tetrapod, datat în anul erei bizantine 7327, care corespunde anilor 1818-1819 ai erei noastre. Așadar biserica de lemn din Bărbălani a fost ridicată cel mai probabil între anii 1808-1819. Asemănările formale cu bisericile de lemn din Valea Cucii, Cârcești, Drăguțești și Morărești-Piscu Calului conduc dealtfel spre aceeași datare, la începutul secolului 19.
Iconostasul bisericii a fost pictat întâi în anii 1818-1819 și repictat după înlocuirea lui cu un perete de zid în anul 1859. Câteva icoane împărătești poartă anii 1858 și 1863, și au fost lucrate de zugravul Dimitrie. Acestea indică efortul de înzestrare cu cele necesare cultului în a doua parte a secolului 19.
Biserica a trecut din timp în timp prin necesare lucrări de reparații. Peste intrare, pe perete, este fixat un panou-pomelnic cu ctitorii care au contribuit la lucrările de modernizare și întreținere din anul 1899: „Cu ajutorul s[fintei troi]țe [în] anu[l] 1899 în zilele preaosfințitului episcop Gherasim Timuș [s-a repar]at î[n] această sf[ântă] biserică învelită par...”. Din pisanie și aspectul actual reiese că în vremea episcopului de Argeș Gherasim Timuș „Piteșteanul” s-a schimbat învelitoarea de lemn. Tot atunci sau după 1934 au fost probabil decupate și lărgite ferestrele și a fost închis pridvorul. Învelitoarea de lemn a fost schimbată în anii din urmă, asigurând pe mai departe conservarea acestui bine păstrat lăcaș de cult argeșean.

## Trăsături
Biserica este ridicată în formele tradiționale, cu o bute, protejată de un acoperiș comun în patru ape. De la vest la est se trece dintr-o încăpere într-alta, începând cu pridvorul închis, continuând cu tinda (pronaosul), biserica (naosul) și încheind cu altarul mai îngust, poligonal. Cele trei încăperi inițiale, altarul, naosul și tinda, sunt acoperite cu o boltă continuă, „cerime”, construită pe nervuri de lemn curbate și înfundată cu scânduri subțiri prinse în cepuri de lemn. Tinda și biserica sunt împărțite de un perete terminat sub nașterea bolții, perforat de accesul central, în ax. Altarul este ascuns de restul încăperilor prin structura iconostasului, care permite trei intrări rituale și un spațiu deschis sub rotundul bolții. Iconostasul este zidit între și puțin peste uși, și zugrăvit din 1859. peste zidărie se păstrează tâmpla de lemn originală, zugrăvită, peste care se înalță crucea cu moleniile. Întreaga construcție de lemn stă pe un fundament zidit, de cărămidă, ridicată mai bine de o jumătate de metru de la nivelul pământului, tencuită cu mortar de ciment. Interiorul este lumnat de un număr redus de ferestre, majoritatea lărgite într/o fază ulterioară. O ferestră originală cu fundătură de lemn se păstrează pe latura de nord, la naos.
Pridvorul este, din punct de vedere constructiv, o construcție simplă, ferită, închisă cu scânduri pe la 1899 sau de mai târziu. Patru ferestre mari luminează această încăpere târzie. Din punct de vedere decorativ, pridvorul este partea cea mai elaborată în ansamblul construcției. Grinda-fruntar, împreună cu grinzile laterale, sunt puternic profilate prin traforuri săpate adânc, stârnind imaginația. Cei patru stâlpi frontali, sculptați frumos cu fusuri răsucite, bază și capiteluri, ce stăteau odată înfipți în tălpi și adunați de o grindă-fruntar, a fost înlocuiți cu stâlpi simpli. Pridvorul fost închis și structura lui verticală înlocuită pentru a mării capacitatea lăcașului și pentru a susține un turn scund.
Decorul din pridvor este legat de intrarea în biserică și trecerea în spațiul ei sacru închis. Ușa este înconjurată de un portal, la rândul lui bogat sculptat în relief și basorelief. Funia puternic profilată de pe portal se desprinde și continuă pe cele două părți într-un brâu median ce înconjoară întreaga bute a lăcașului. Butea este ridicată din bârne de stejar atent fățuite, încheiate la capete în cheotori netede bisericești, în coadă de rândunică. Capetele bârnelor din partea superioară a pereților sunt lăsate să iasă în exterior, în formă de console profilate, cu scopul de a susține cosoroabele. Acestea din urmă formează talpa de sprijin a acoperișului protector. Consolele sunt tratate artistic atât în exterior cât și în navă. Consolele din naos iau forma unor capete de cai ce susțin arcul dublou central de sub boltă, la rândul lui atent sculptat cu elemente de efect.

## Imagini din exterior

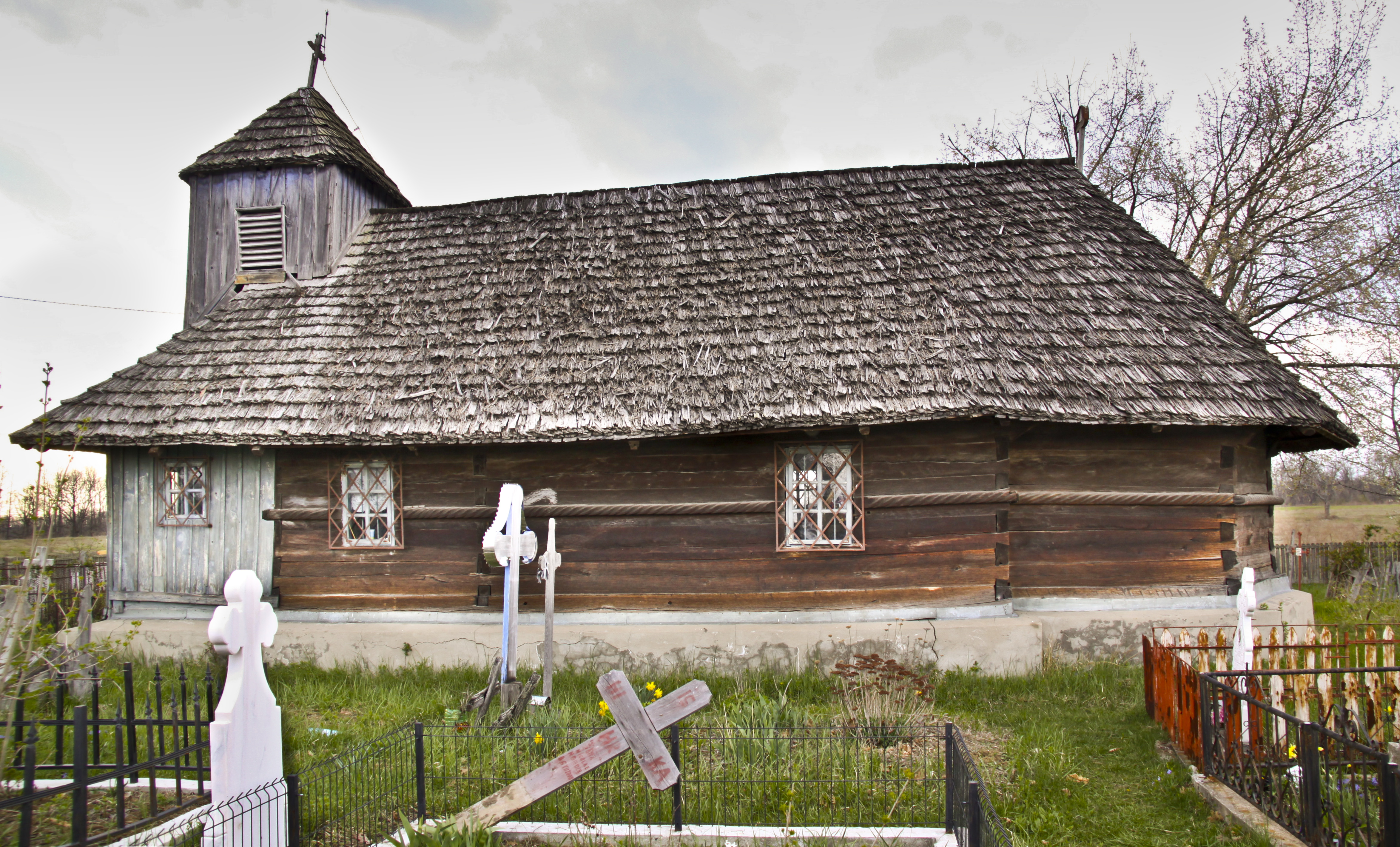
sud
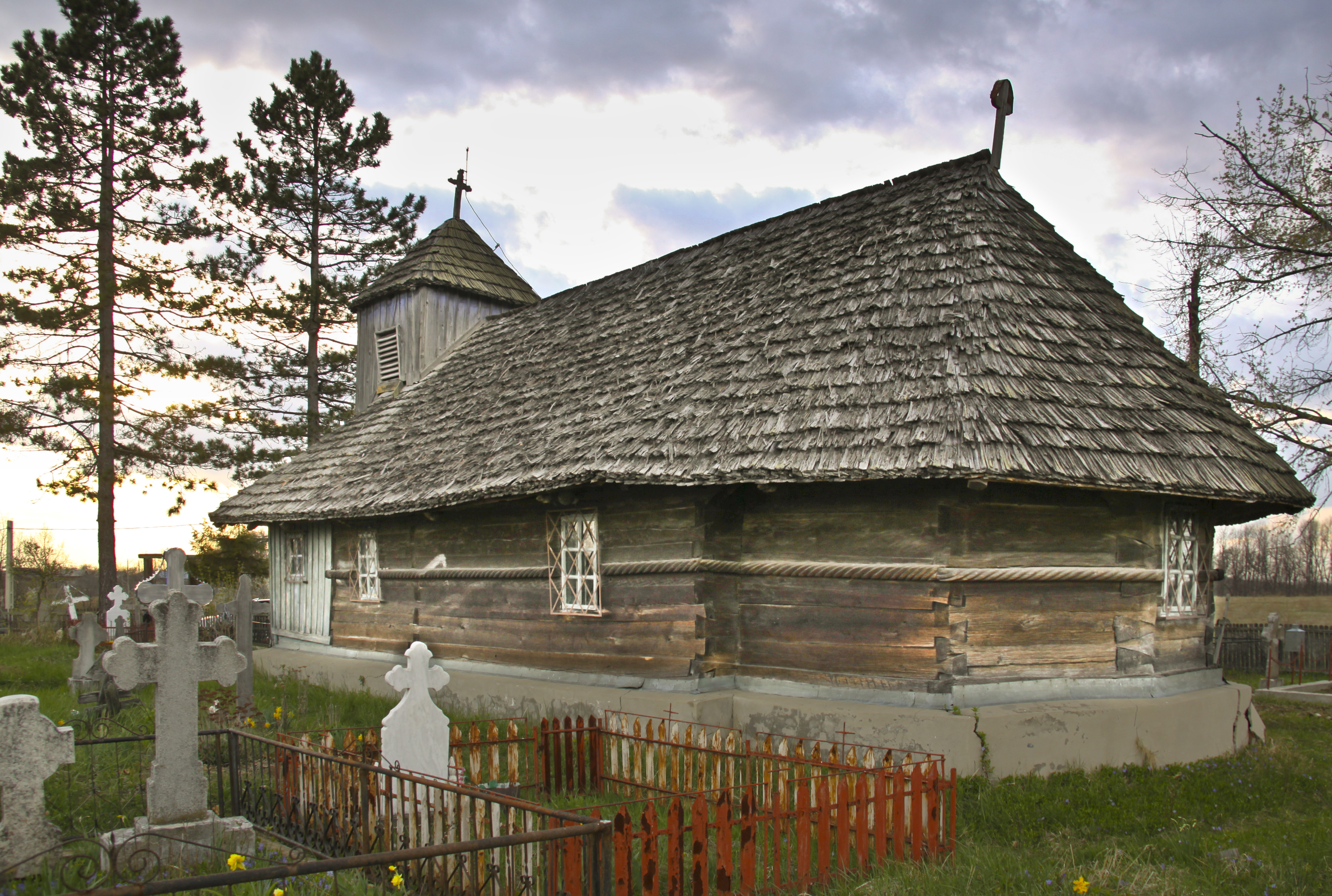
sud-est
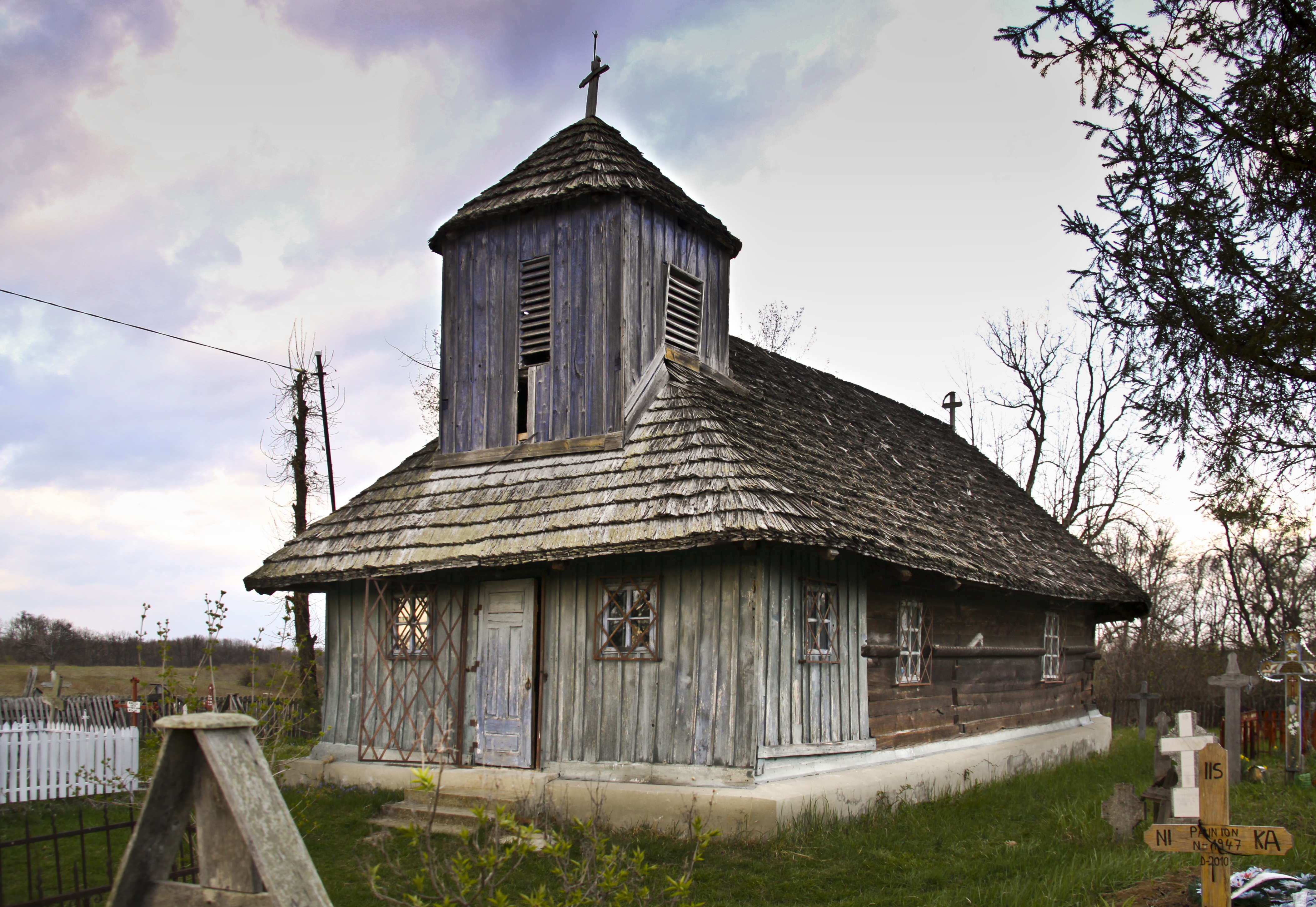
sud-vest
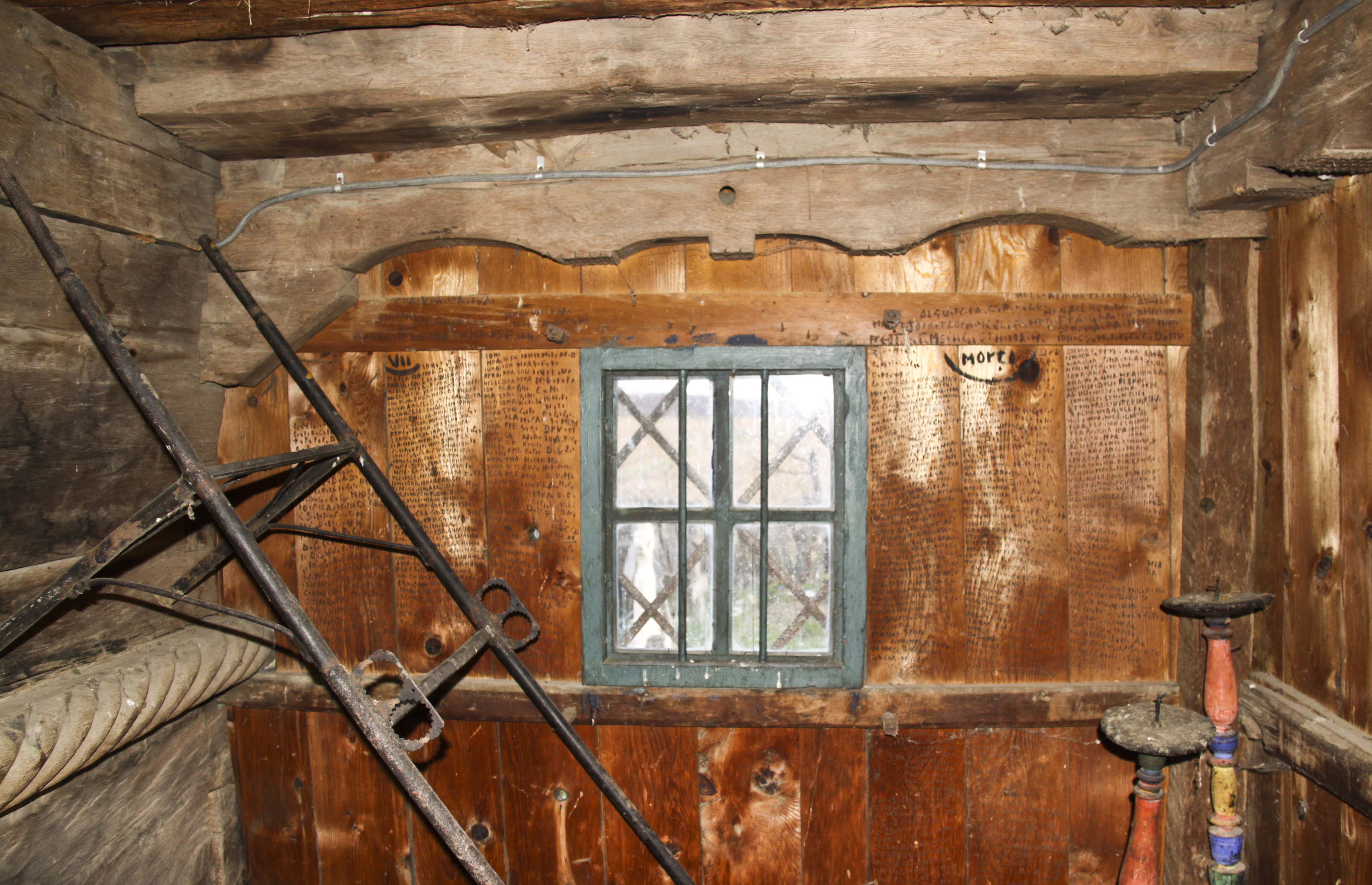
detaliu în pridvor
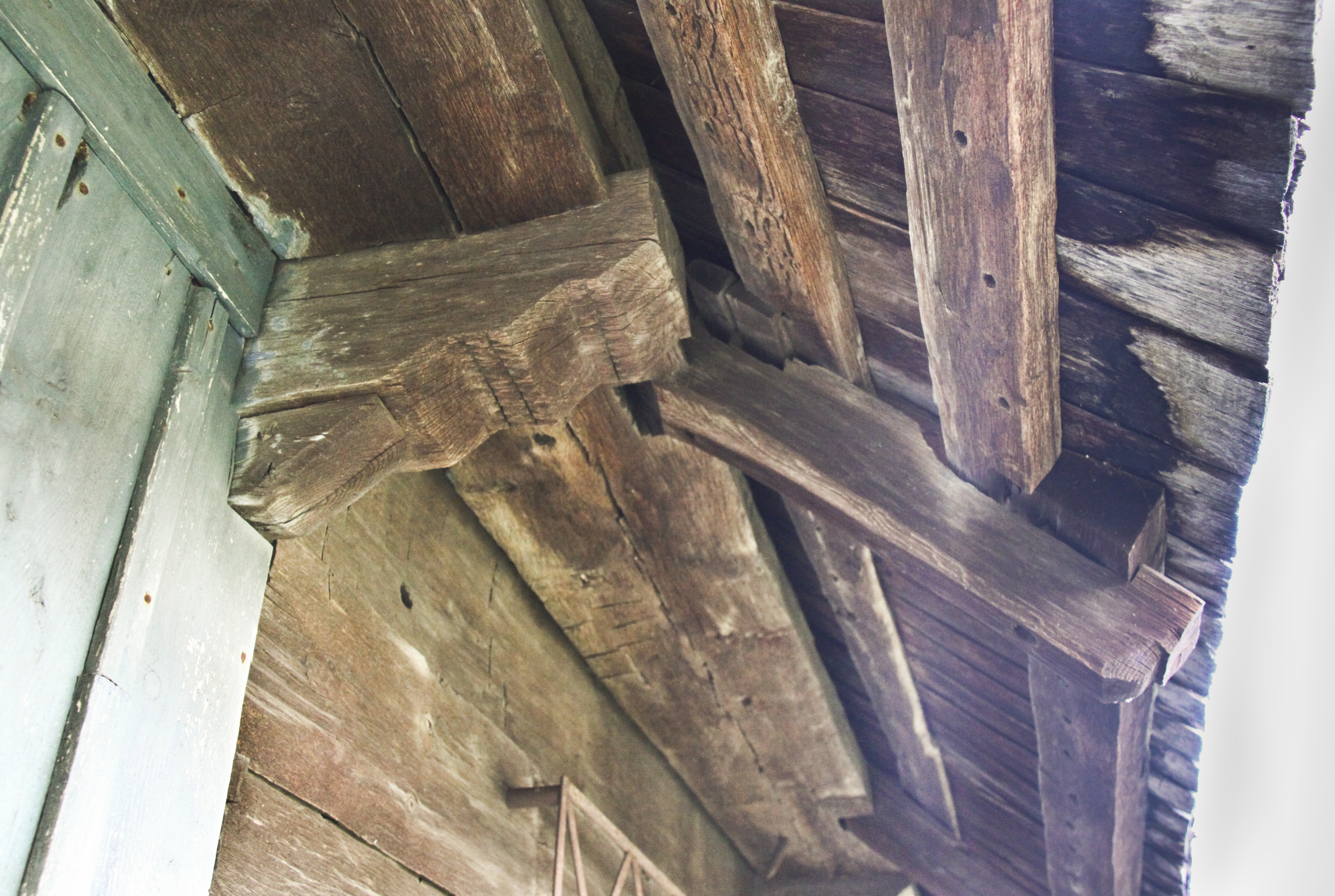
consolă sub streașină
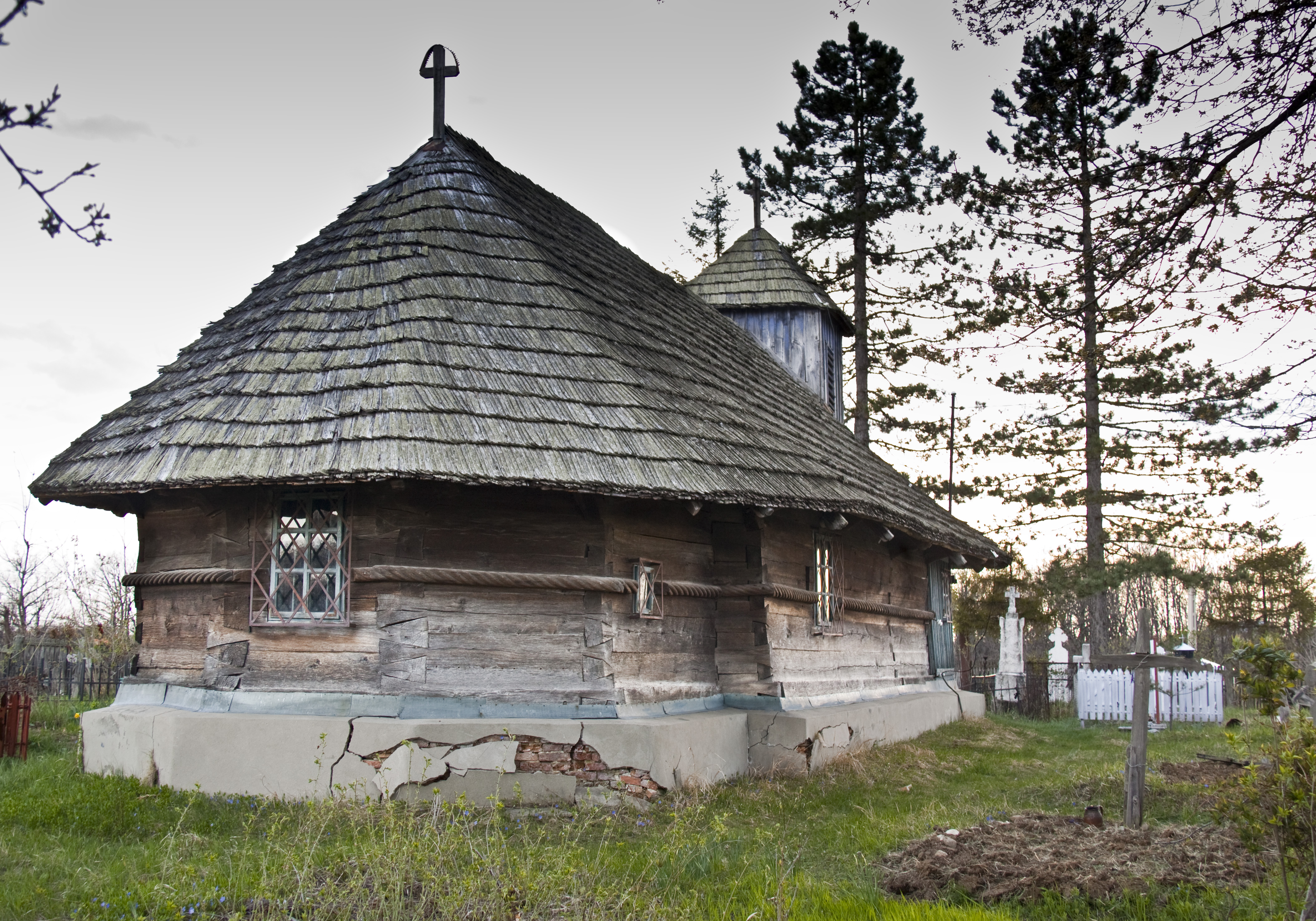
nord-est
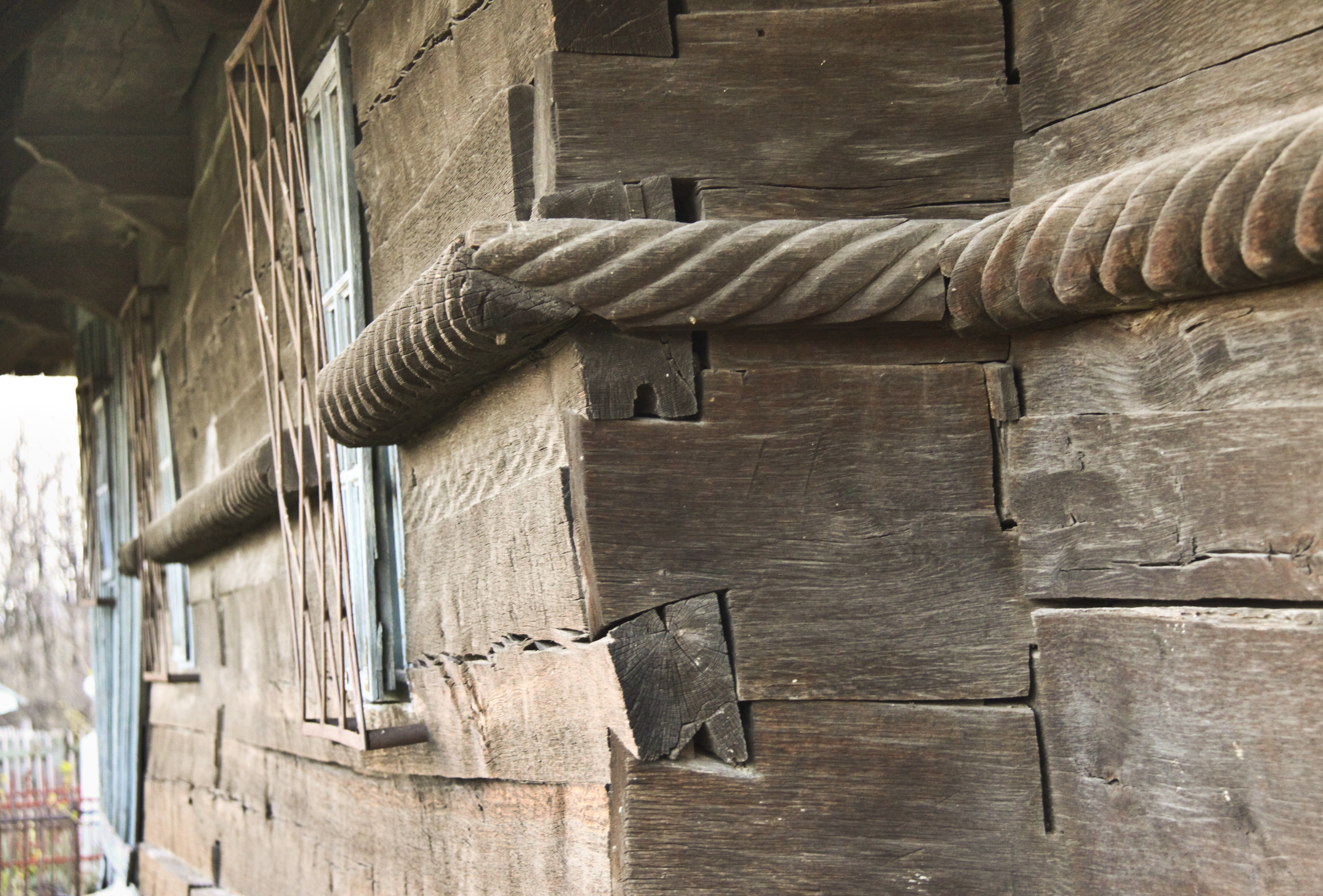
brâul pe latura de sud-est
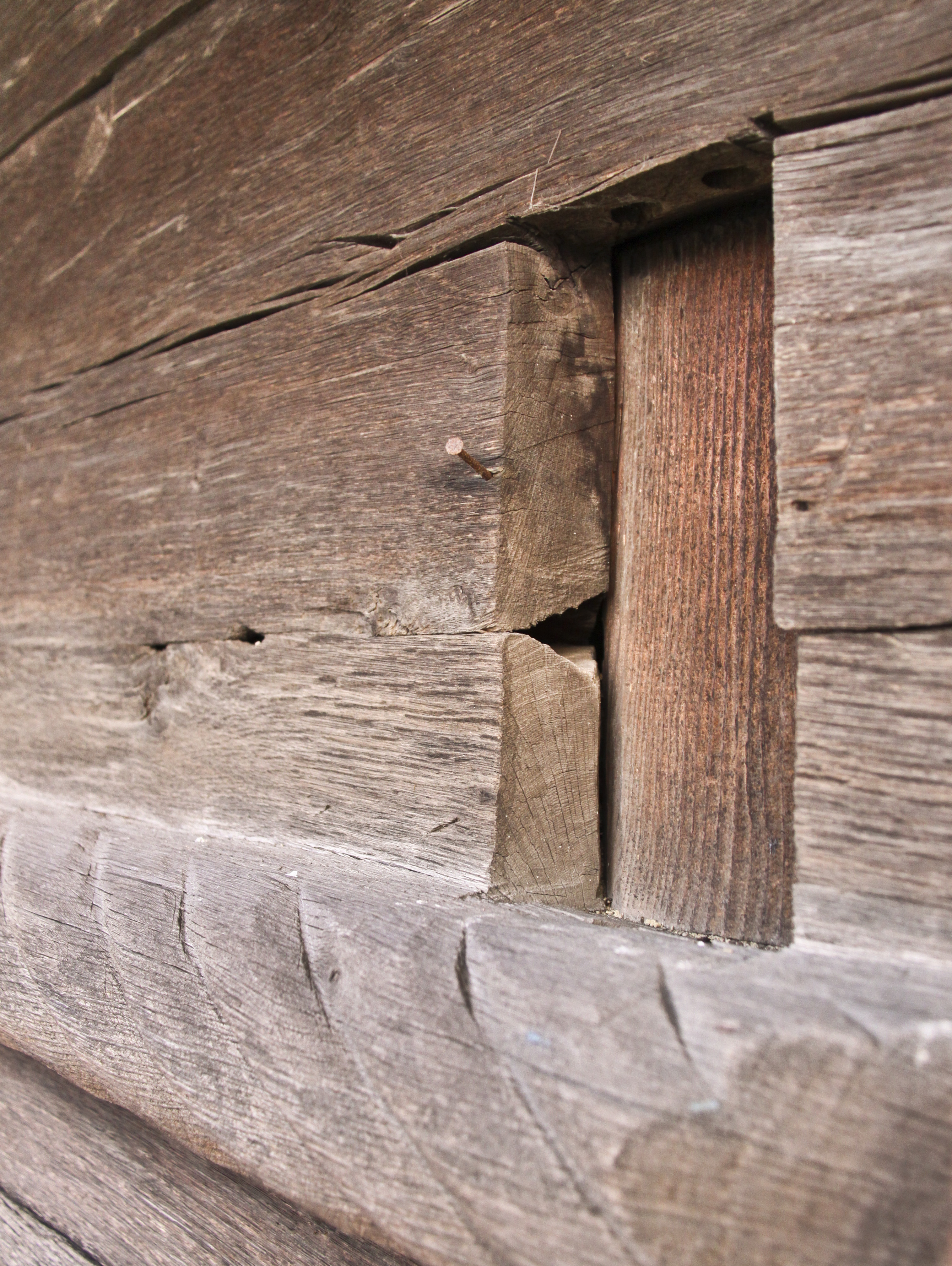
fereastră veche
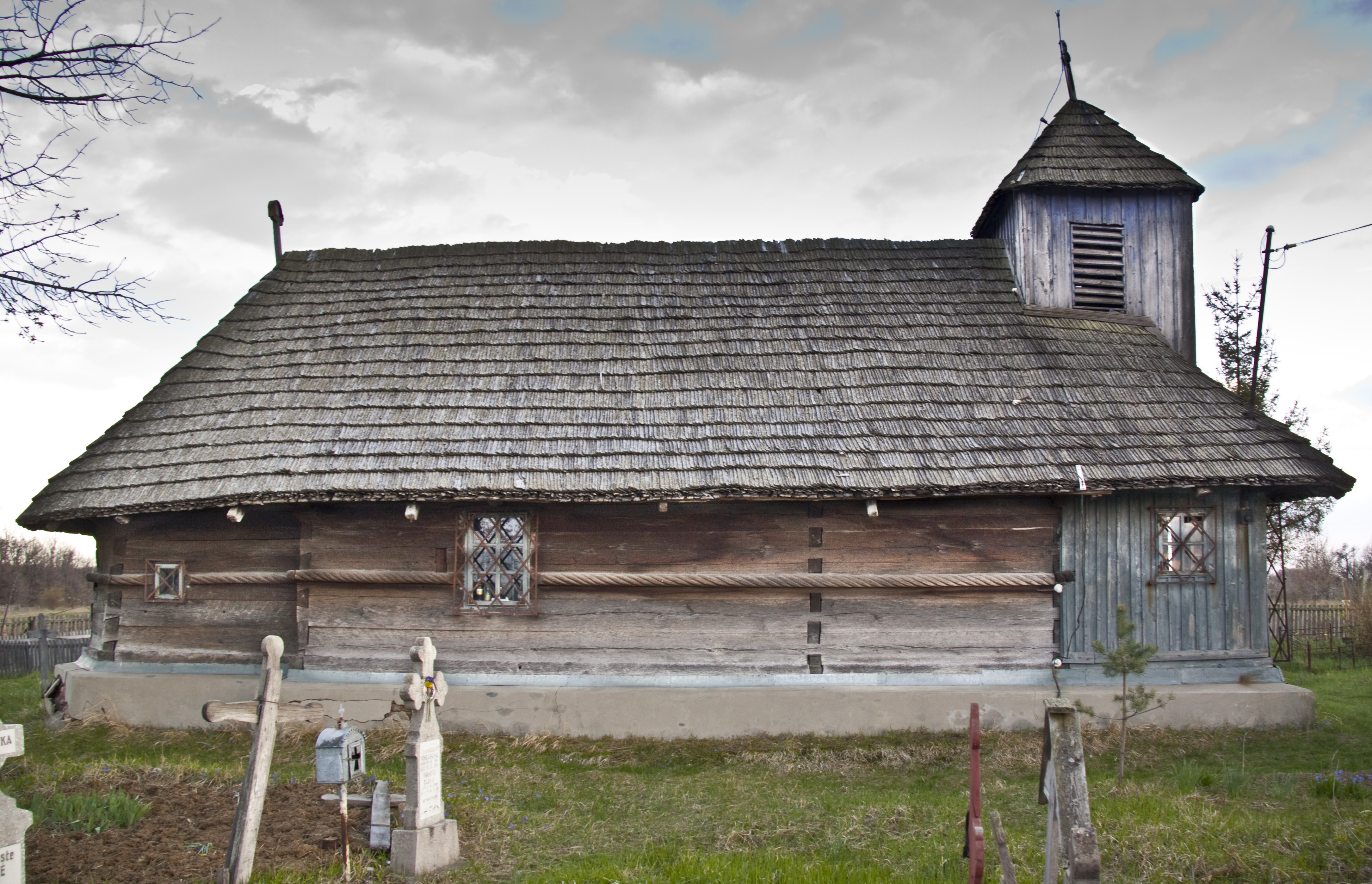
nord
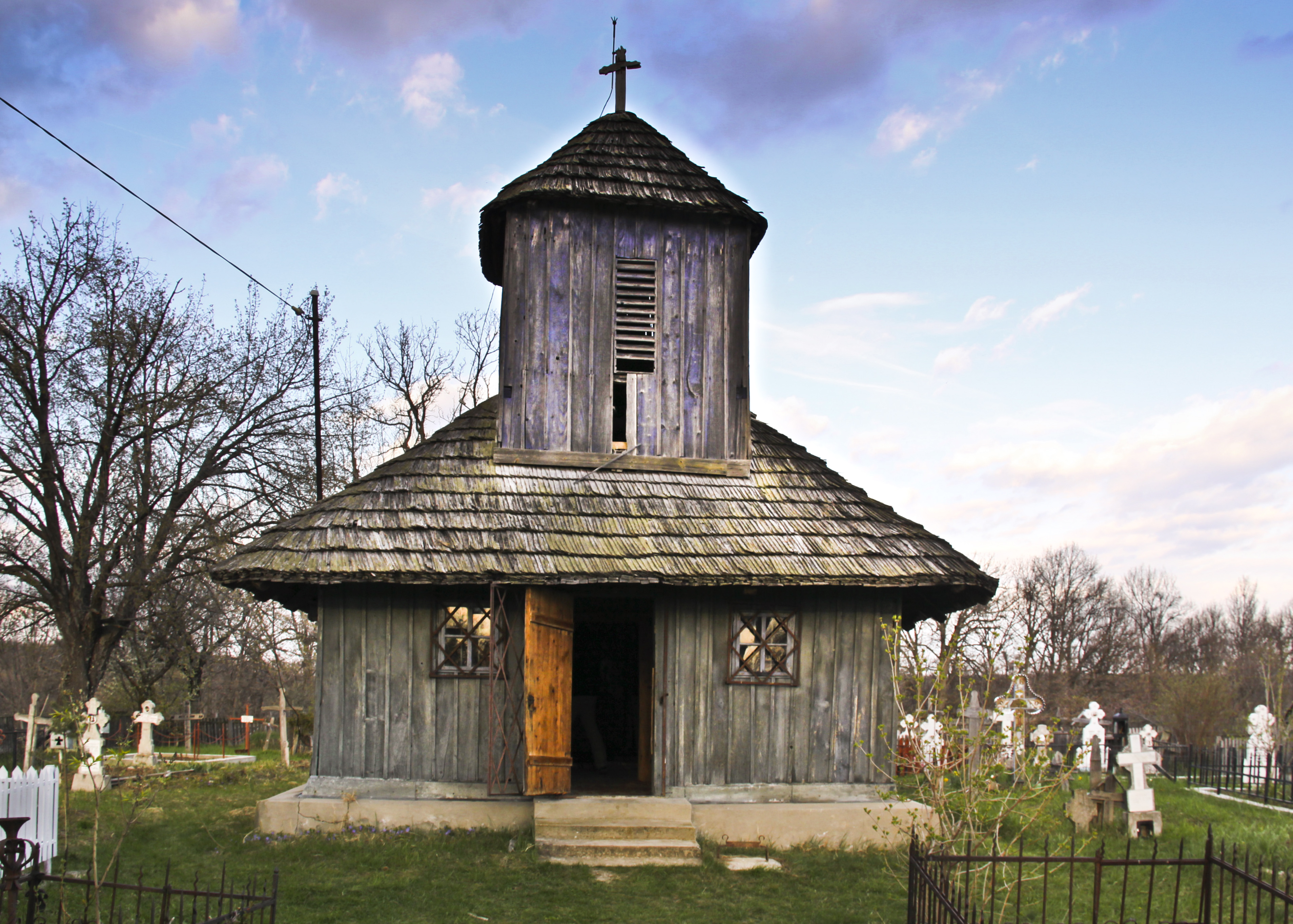
vest
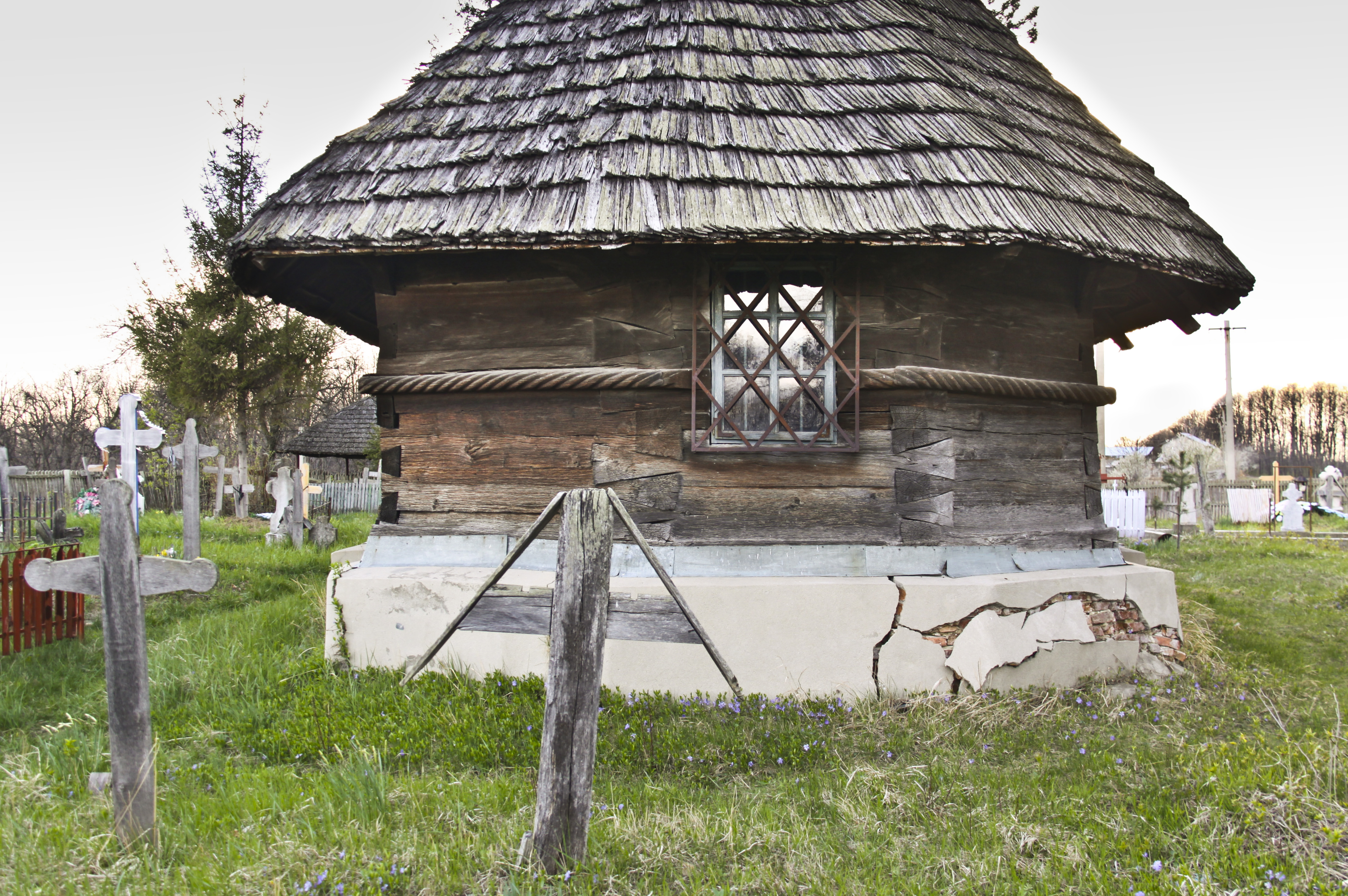
est

## Imagini din interior

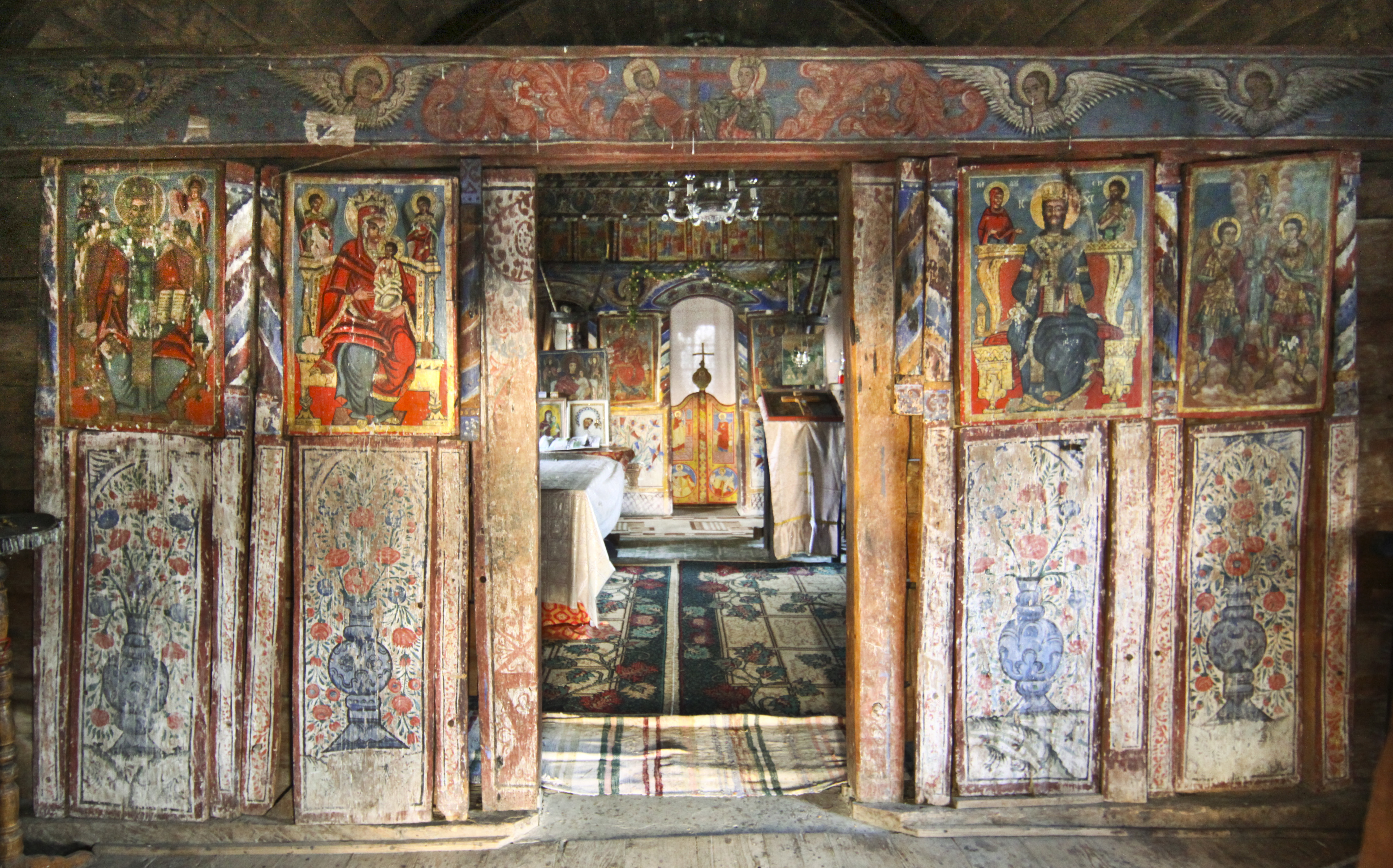
tinda
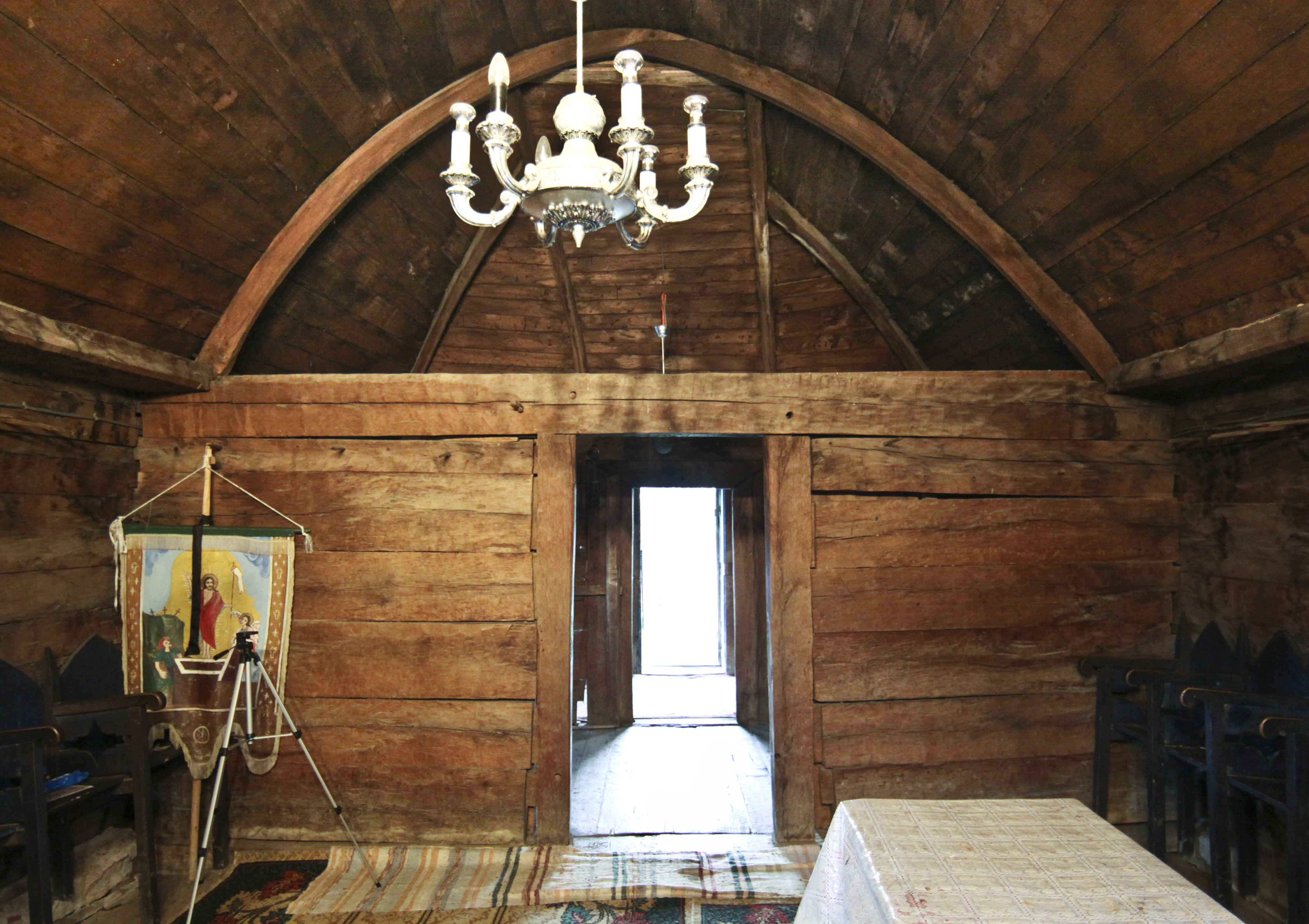
naos
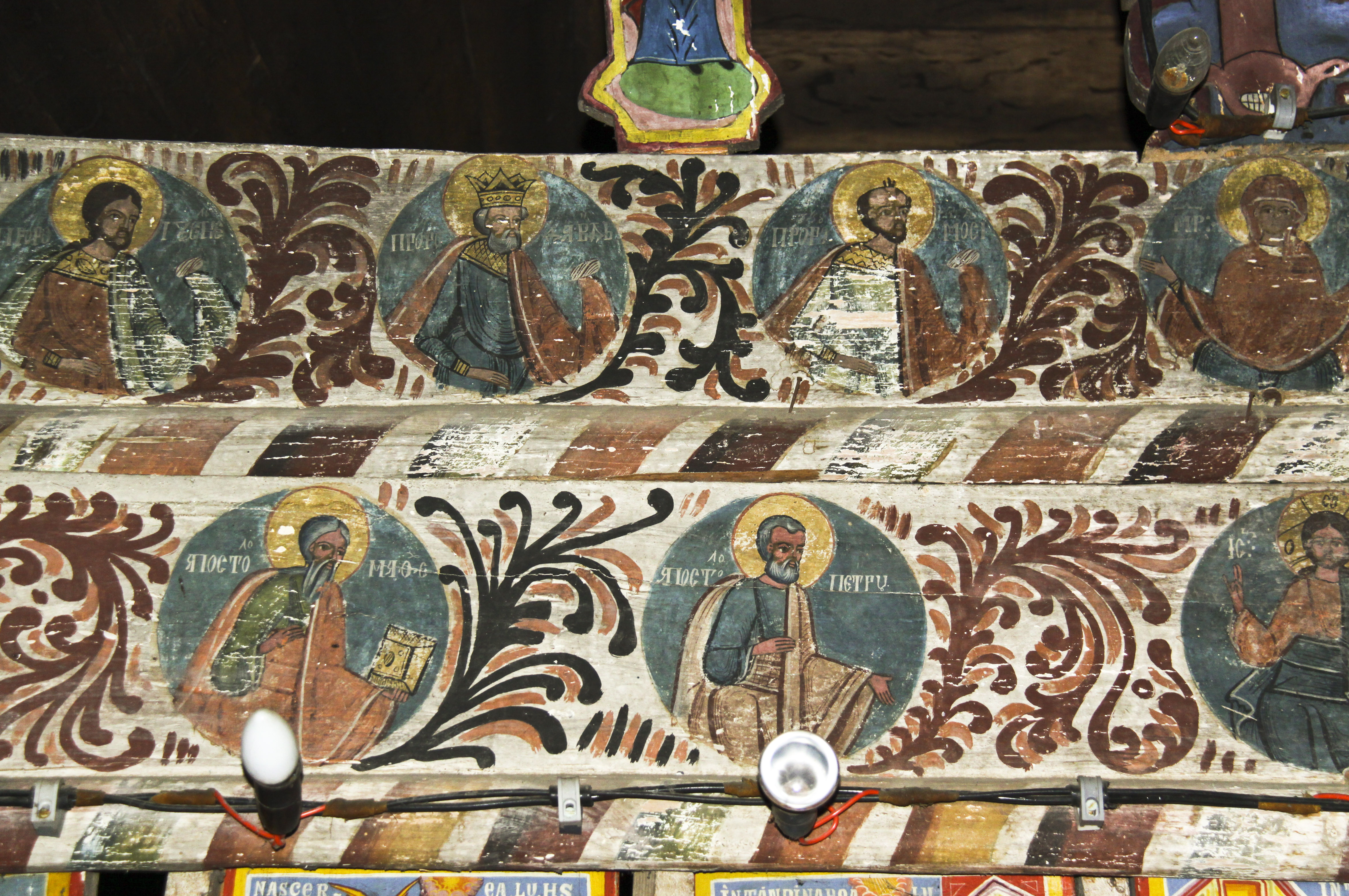
tâmpla
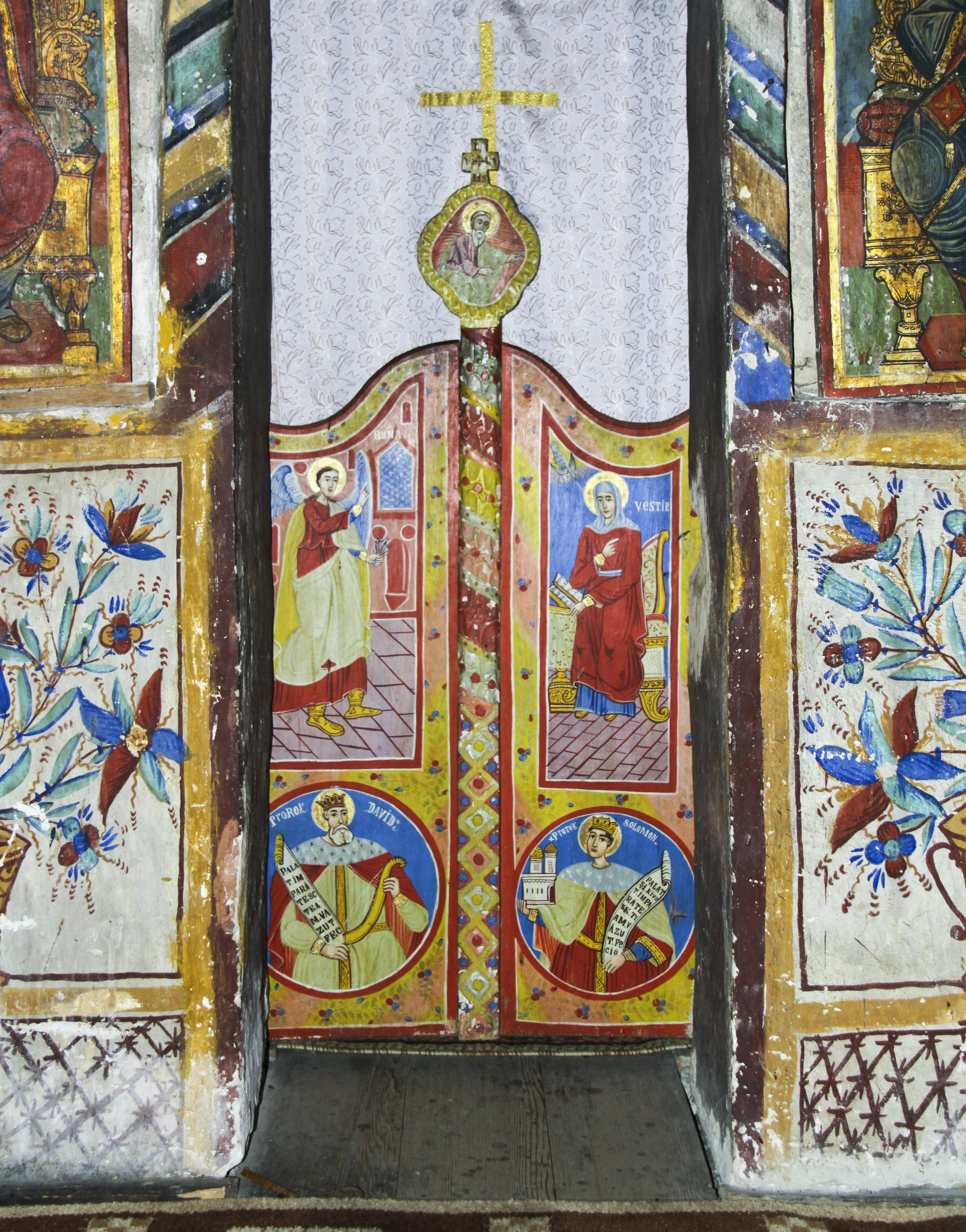
ușile împărătești
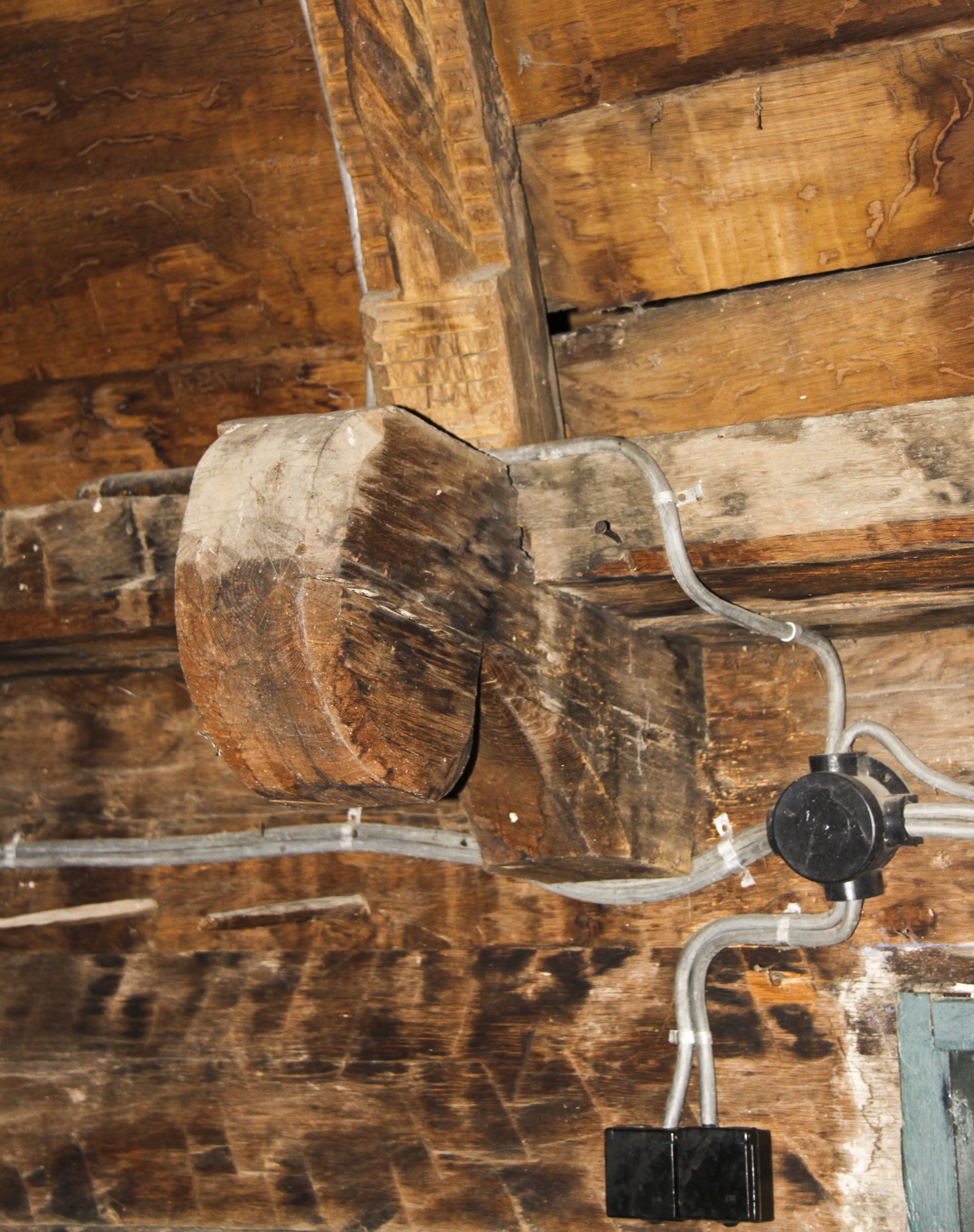
consolă în naos
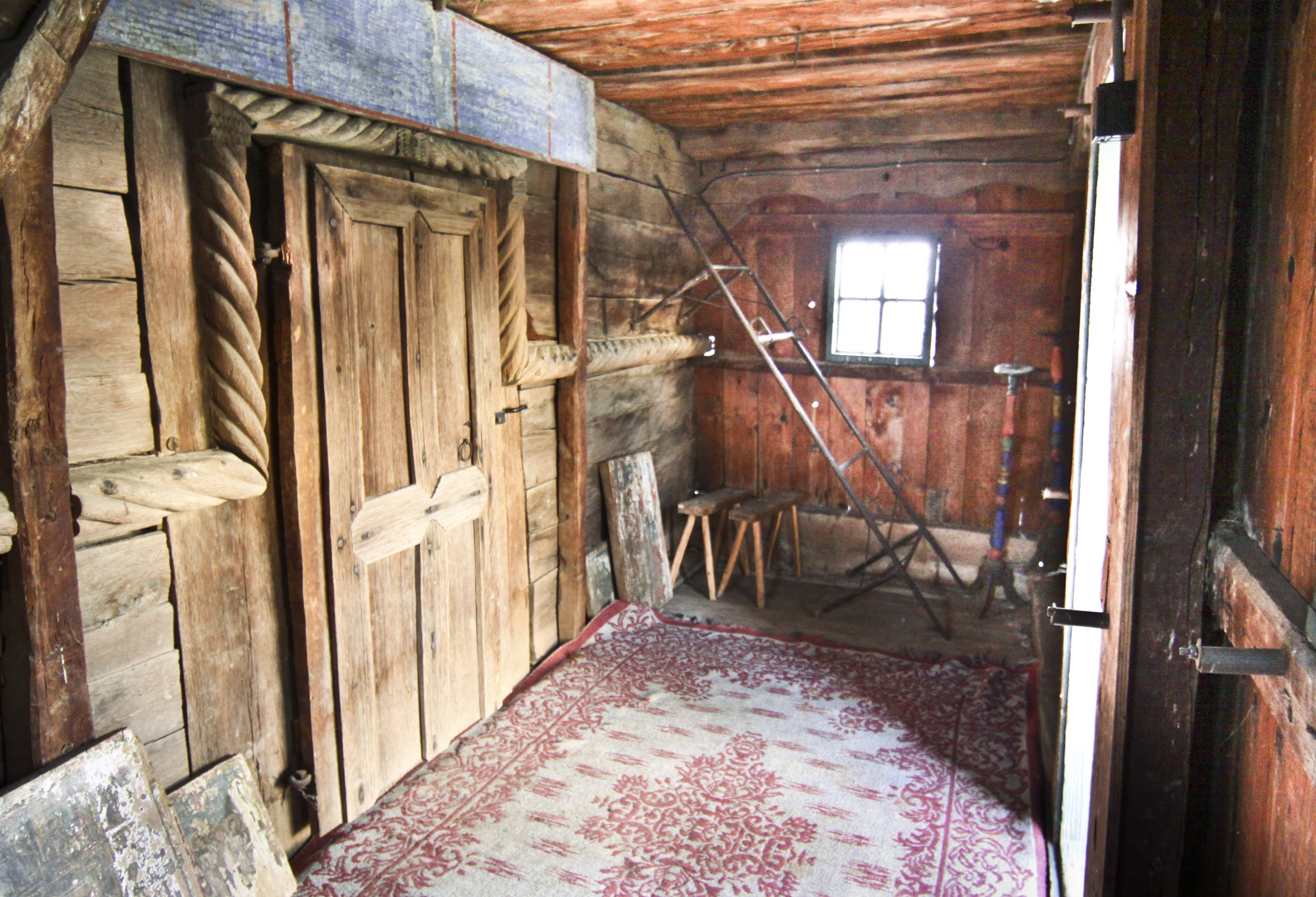
pridvor
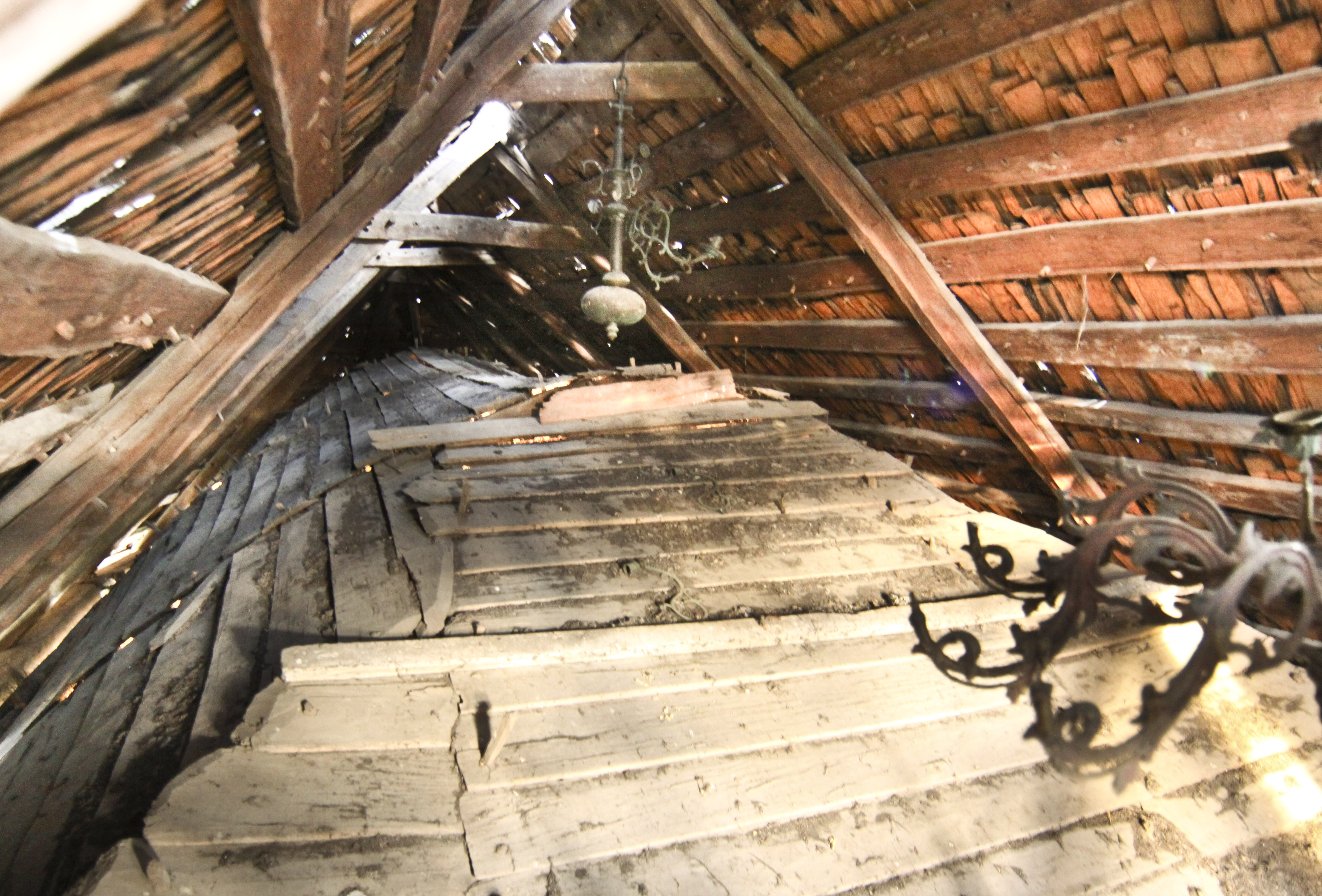
bolta bisericii în pod
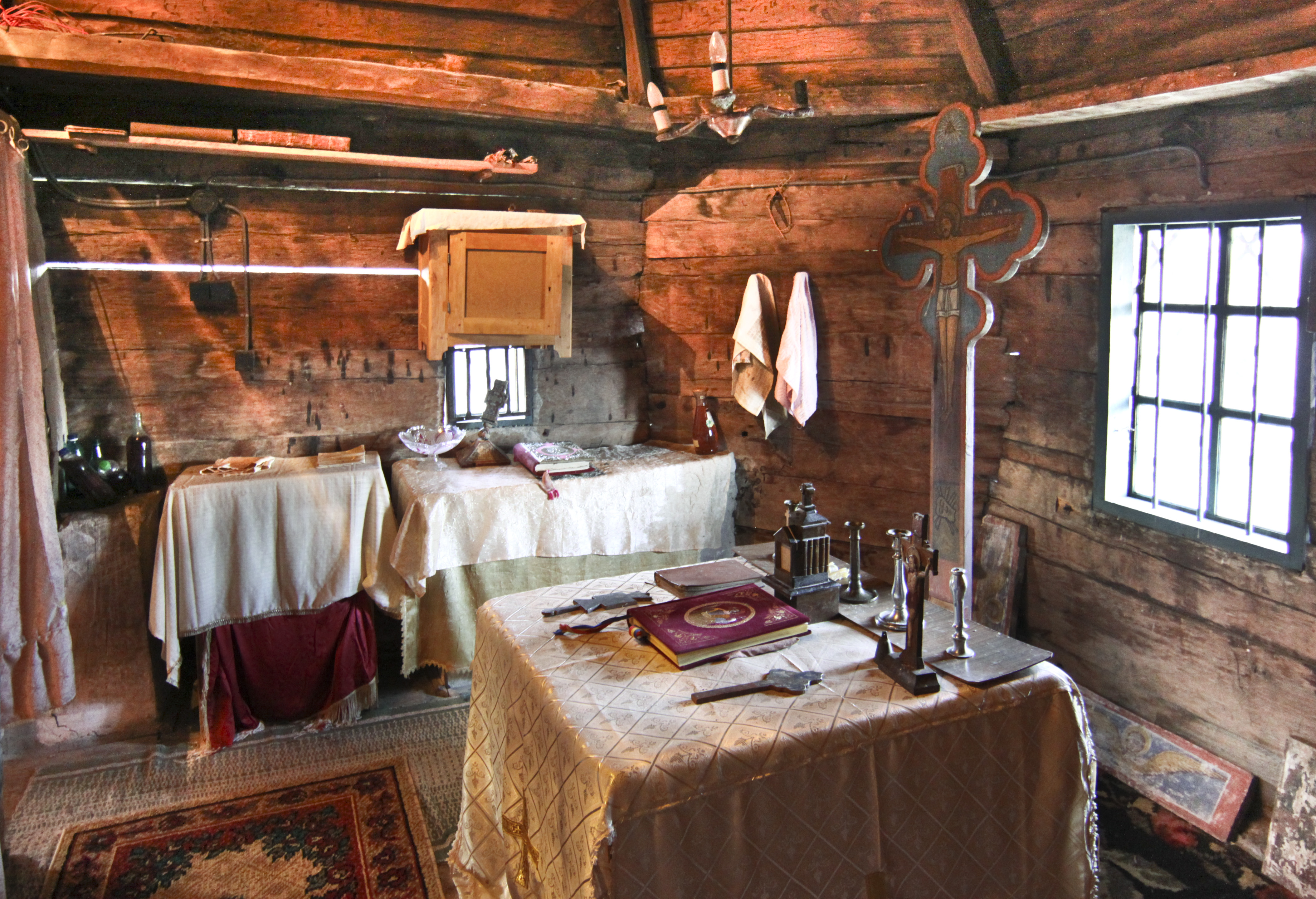
în altar